# Bunaea vulpes
Bunaea vulpes är en fjärilsart som beskrevs av Charles Oberthür 1916. Bunaea vulpes ingår i släktet Bunaea och familjen påfågelsspinnare. Inga underarter finns listade i Catalogue of Life.